# Кисляк, Мария Тимофеевна
Мария Тимофеевна Кисляк (6 марта 1925, село Ледное, ныне в черте города Харькова, Украина — 18 июня 1943, там же) — советская антифашистка-подпольщица. Герой Советского Союза.

## Биография
Родилась в крестьянской семье. Украинка. Окончила Харьковскую фельдшерско-акушерскую школу. Работала в госпитале медсестрой.
Во время Великой Отечественной войны подпольщица-комсомолка Мария Кисляк в феврале 1943 года организовала и руководила подпольной комсомольской организацией города Харькова, которая в дни оккупации города активно боролась против врага. Кисляк писала и распространяла листовки среди жителей села Ледное, уничтожала офицеров СС, переводила через линию фронта советских бойцов, попавших в окружение. Она спасла жизнь 43 раненым воинам Красной Армии.
Мария Кисляк была арестована гестапо в конце мая 1943 года в родном селе. Казнена фашистскими палачами 18 июня 1943 года.

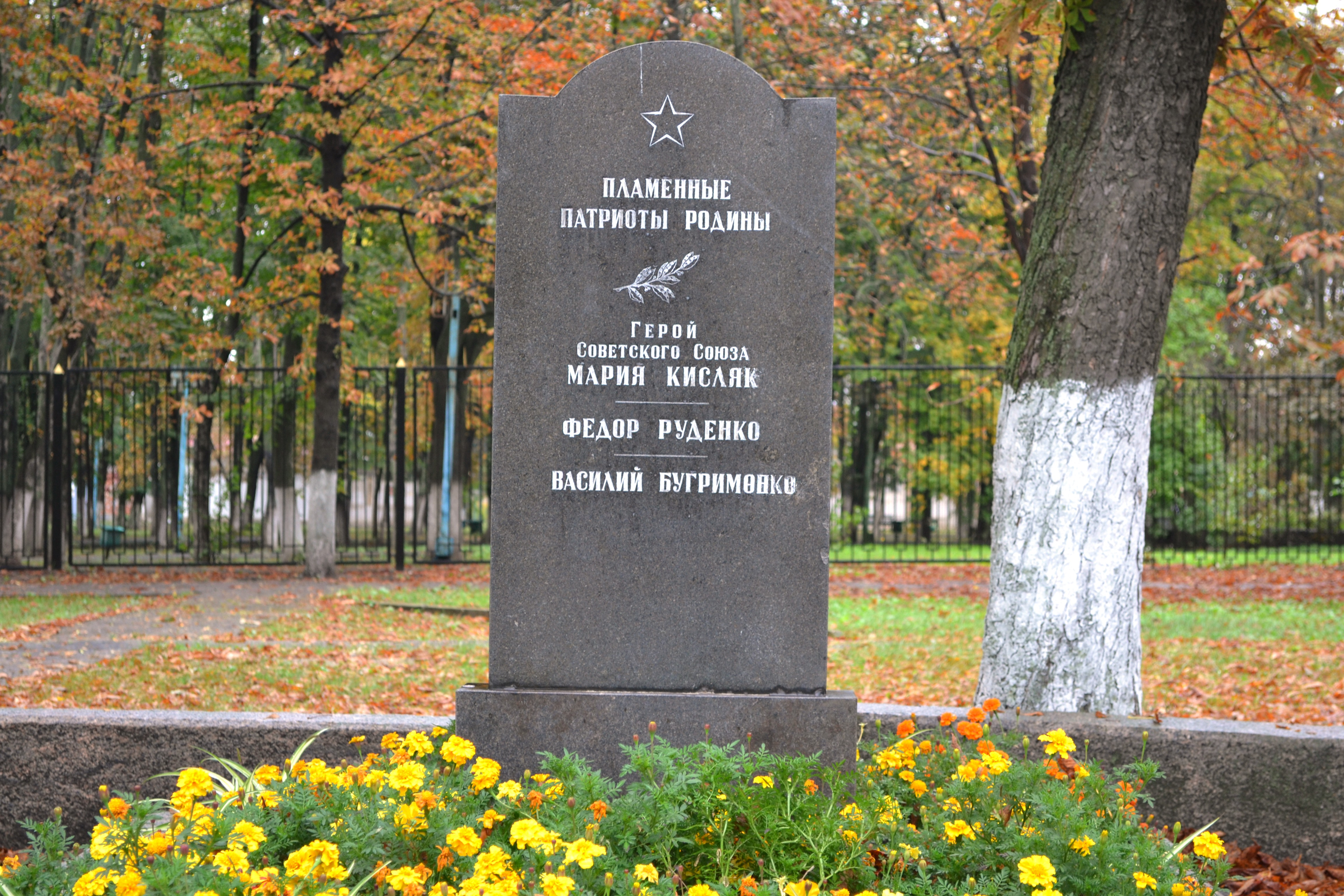
Надгробный памятник в Харькове.

За проявленный героизм в борьбе с немецко-фашистскими захватчиками Указом Президиума Верховного Совета СССР от 8 мая 1965 года Кисляк Марии Тимофеевне посмертно присвоено звание Героя Советского Союза с вручением ордена Ленина и медали «Золотая Звезда».